# Masicera latipennis
Masicera latipennis là một loài ruồi trong họ Tachinidae.